# Dany Dauberson
Dany Dauberson eller Danny Daubertson, född 16 januari 1925, död 16 mars 1979, var en fransk sångerska och skådespelerska.
Daubertson deltog för Frankrike i Eurovision Song Contest 1956 med låten Il est lá.

## Filmografi
- 1966 – Rififi i Paris
- 1957 – Et par ici la sortie
- 1951 – A Tale of Five Cities